# چمن‌کند
چمن‌کند یک منطقهٔ مسکونی در ارمنستان است که در استان آرارات واقع شده‌است.